# Харківське медичне товариство

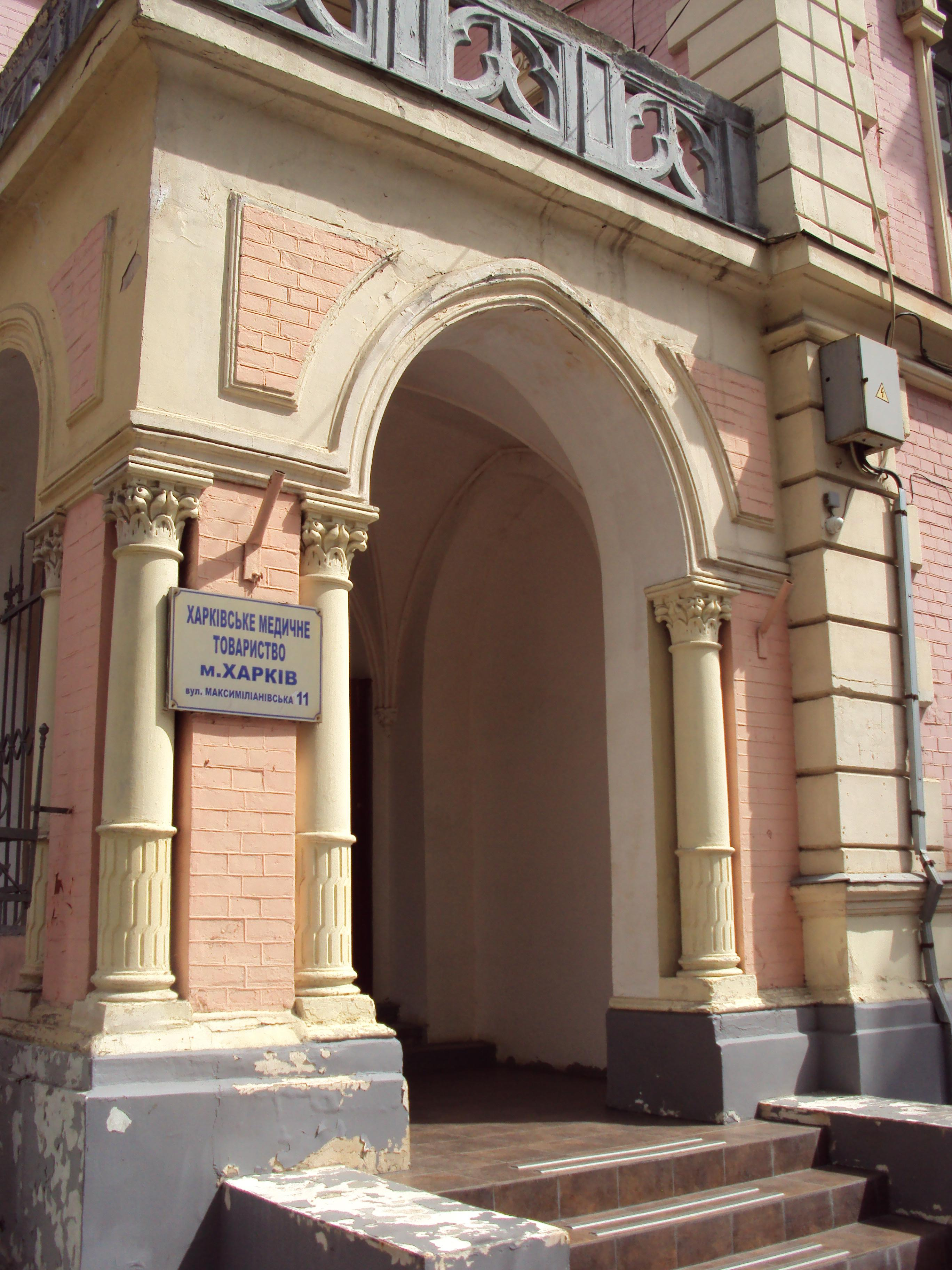
Харківське медичне товариство. Особняк професора Миколи Сомова, так званий «пряниковий будиночок». Архітектор Бекетов О. М. (1899)

Харківське медичне товариство — громадське об'єднання лікарів у Харкові.
Ініціатором створення виступив відомий харківський хірург професор В. Ф. Грубе, який у вересні 1860, зібравши лікарів Харкова, запропонував їм заснувати товариство. Одним із засновників був відомий лікар В. А. Франковський, підтримав ідею і Г. С. Риндовський. Був складений статут Харківського медичного товариства, 23 березня 1861 він був затверджений, а 27 травня відбулося перше засідання. Першім головою товариства був професор Харківського університету Д. Ф. Лямбль (Лямбль Вілем Душан). У 1869 році керівником Харківського медичного товариства був обраний В. Ф. Грубе, який очолював його протягом 22 років. З часом товариство переросло у велику громадську організацію, яка об'єднала у 1913 майже 500 висококваліфікованих спеціалістів із різних галузей медицини.
При товаристві була створена поліклініка, яка мала назву лікарні, працювала цілодобово та безкоштовно обслуговувала людей, незалежно від їхнього місця проживання. До 1915 було прийнято більш ніж 400 тисяч хворих. У 1885 при лікарні організована палата на 10 ліжок, у якій за 25 років пройшли повний курс лікування 3017 осіб, а в 1911 була відкрита двоповерхова будівля лікарні для невиліковно хворих.
Товариство приділяло увагу профілактичні роботі серед населення. Так для аналізу захворювань у 1873 було створене статистичне бюро, у 1892 — спеціальний комітет для організації популярних читань із гігієни. У 80-ті роки ХІХ ст. були утворені заклади боротьби з дуже небезпечними для життя масовими хворобами. Пастерівський інститут, який діяв при товаристві з 1887, допоміг врятувати більш ніж 30 тисяч людей, які були вкушені хворими на сказ тваринами. Бактеріологічний інститут до 1915 надіслав майже 3 млн флаконів протидифтерійної та інших видів протиепідемічної сироватки в усі губернії Росії. На спеціальних бактеріологічних курсах щорічно підвищували кваліфікацію до 40 лікарів. Хімічний інститут щорічно проводив десятки тисяч різних аналізів та проб за заявками земств, приватних та державних закладів.
З 1861 товариство починає видавати свій періодичний орган «Про зібрання Харківського медичного товариства». Згодом було засноване наукове видання — «Праці Харківського медичного товариства: Доповіді Харківському медичному товариству» (1883—1906).
Протягом 1891—1905 років товариством керував професор Кузнецов Олександр Харитонович, а з 1905 по 1910 керівником був професор Светухін Михайло  Іванович.
В 1906 розпочинається випуск періодичного видання «Харківський медичний журнал». У 1910 був відкритий Жіночий медичний інститут, який за 7 років підготував майже 2000 лікарів. З січня 1944 року Харківське медичне товариство розташовано по вул. Ольмінського (нині Максиміліанівська) у особняку професора-орнітолога М. М. Сомова (архітектор Олексій Миколайович Бекетов,1899). Активну роботу в Харківському медичному товаристві в різні роки вели такі видатні вчені, як біохімік академік О. В. Палладін, анатом В. П. Воробйов — академік АН УРСР, хірурги: професора М. П. Трінклер, В. М. Шамов — піонер переливання крові в Україні, М. М. Милостанов, О. І. Мещанінов, В. Т. Зайцев; акушери-гінекологи: професора М. М. Миронов, І. І. Грищенко; психоневрологи і психотерапевти: професора К. І. Платонов, В. П. Протопопов і Є. О. Попов; ортопеди-травматологи: член-кор. АН УРСР М. І.  Ситенко, член-кор. АМН СРСР М. П. Новаченко; гігієністи: академік О. М. Марзєєв, терапевти: професор П. І. Шатілов, академік НАН і АМН України Л. Т. Мала; фізіолог академік АН УРСР В. Я. Данилевський, офтальмолог професор Л. Л. Гіршман.
Харківське медичне товариство (ХМТ) видавало ряд журналів: «Харківський медичний журнал» у 1906—1918 та у 1995—1998 роках, з 1998 року по теперішній час відомий як «Міжнародний медичний журнал», а також журнал «Лікарська справа» у 1918—1940 та 1944—1950 роках. Бюлетень ХМТ видається з листопада 1951 року по теперішній час, у якому проводиться систематична публікація планів роботи товариства. Матеріали наукових засідань видавалися з 1956 року по 1963 рік включно, у них опубліковано 4'285 доповідей і повідомлень.

## Сучасний період
На сьогодні Харківське медичне товариство об'єднує 33 профільні товариства, понад 6 тисяч лікарів та науковців, серед яких 367 докторів та 1'047 кандидатів медичних наук, 5 академіків Національної академії наук та Академії медичних наук, 31 заслужений діяч науки. Понад 30 років президентом товариства був академік Корж Олексій Олександрович (1972—2002). Певний час президентом товариства був засновник харківської школи вертебрології, фундатор Української асоціації вертебрології та мануальних терапевтів професор Хвисюк Микола Іванович (2002—2016). З 2017 року президентом товариства є Заслужений діяч науки і техніки України, Лауреат Державної премії України профессор  Корж М. О. Славний шлях Харківського медичного товариства відображений у монографії до 150-річчя ХМТ (2011).